# Utihovîci, Peremîșleanî
Utihovîci (în ucraineană Утіховичі) este un sat în comuna Ostalovîci din raionul Peremîșleanî, regiunea Liov, Ucraina.

## Demografie
Componența lingvistică a localității Utihovîci
     Ucraineană (100%)
Conform recensământului din 2001, toată populația localității Utihovîci era vorbitoare de ucraineană (100%).